# 鱼梁河
鱼梁河，是中国长江流域的一条河流，汇入清水江，属于乌江水系。河长74千米，流域面积1034平方千米，多年平均流量17立方米每秒。自然落差699米。水能理论蕴藏量1万千瓦。